# 卫𢈻伯
衞倢伯（？—？），《世本》中又稱衞摯伯，名已失，是中國西周時代諸侯國衞國的第5代君主，衞嗣伯之子，衞靖伯之父。在位期間約相當於西周中期。
| 前任： 父衞嗣伯 | 衞國君主 | 繼任： 子衞靖伯 |